# Maximilian Krah

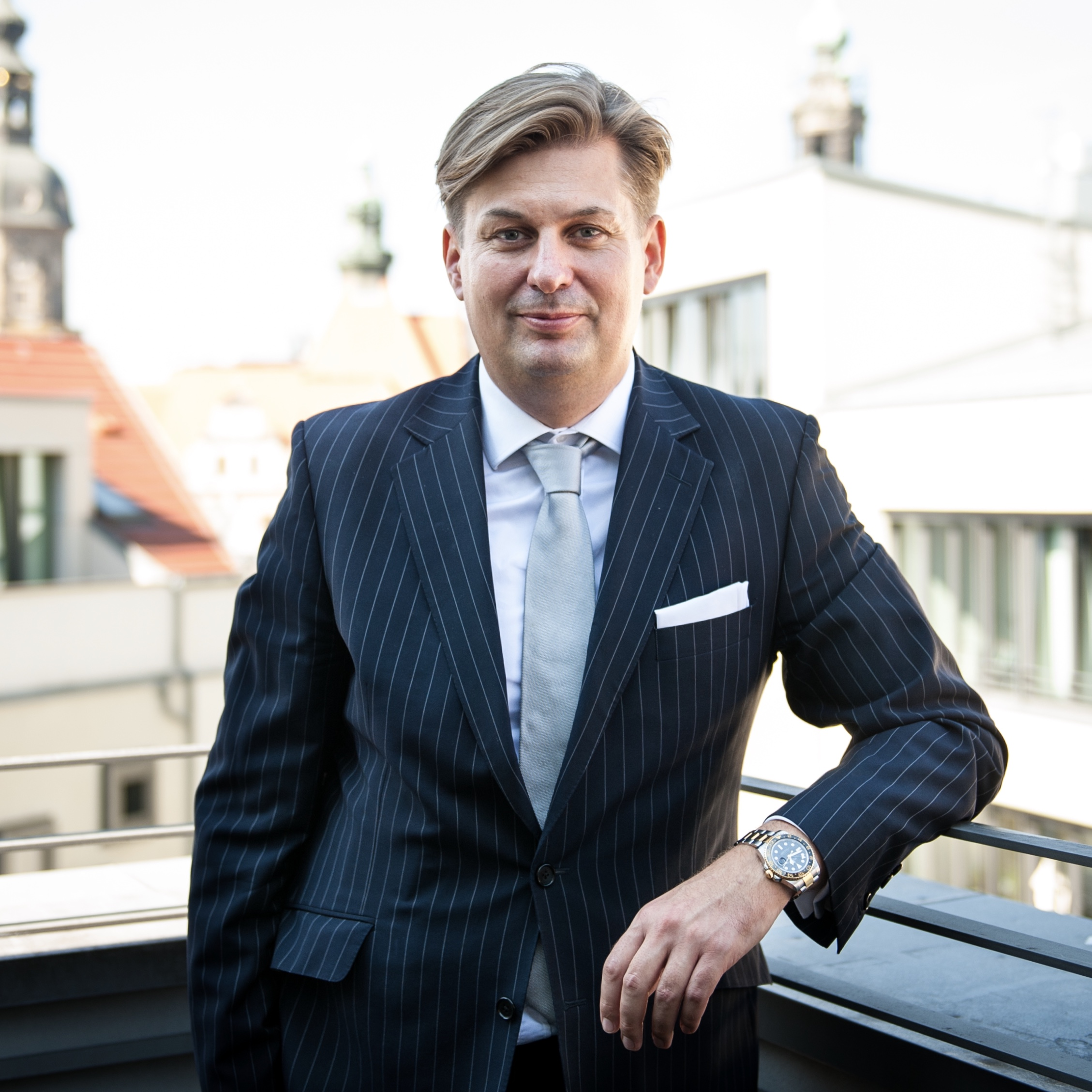
Maximilian Krah em 1977.

Maximilian Krah é um político alemão da Alternativa para a Alemanha e membro do Parlamento Europeu.